# Pediaphon

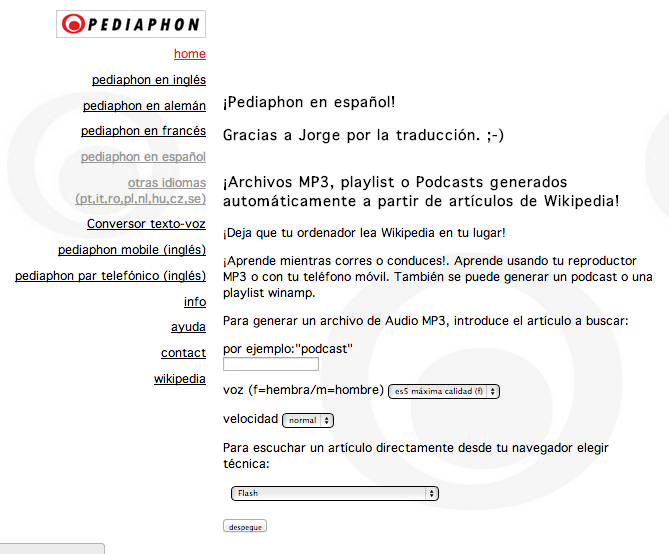
Cómo usar Pediaphon Es

Pediaphon es un servicio libre creado por Andreas Bischoff que genera ficheros de audio MP3 a partir de artículos de Wikipedia usando síntesis de habla o sintetizadores de voz. Este servicio fue desarrollado en la FernUniversität in Hagen (Universidad a Distancia de Hagen), Alemania. Los ficheros pueden utilizarse en un navegador web o pueden descargarse en cualquier otro aparato habilitado para reproducir MP3, por ejemplo un teléfono móvil una plataforma informática móvil, una  minicomputadora, etcétera. 
Este servicio es una contribución al Wikiproyecto inglés WikiProject Spoken Wikipedia.
Es complementario al Wikiproyecto español Wikipedia grabada, que utiliza voces humanas de voluntarios.
En la actualidad es un App gratuito.